# Sertaneja
Sertaneja est une municipalité brésilienne située dans l'État du Paraná.